# Icelinus quadriseriatus
Icelinus quadriseriatus är en fiskart som först beskrevs av Lockington, 1880.  Icelinus quadriseriatus ingår i släktet Icelinus och familjen simpor. Inga underarter finns listade i Catalogue of Life.